# Martin Dolejš
Martin Dolejš (* 23. září 1980, Aš) je český psycholog jehož specializací je konstrukce psychodiagnostických metod, testů a tvorba dotazníků. Od roku 2010 působí jako odborný asistent na Katedře psychologie Filozofické fakulty Univerzity Palackého v Olomouci, od roku 2019 je vedoucím katedry. Je autorem mnoha monografií z nichž několik bylo oceněno čestným uznáním rektora Univerzity Palackého. Jeho aktuální výzkum odpovídá na otázku, zda i pod rouškou má úsměv smysl.

## Dílo
- Kdo a co řídí české adolescenty? Dolejš, Zemanová, Vavrysová, Olomouc: Univerzita Palackého, 2019, ISBN 978-80-244-5425-2
- Rizikové chování u adolescentů a impulzivita jako prediktor tohoto chování. Dolejš, Orel, Olomouc: Univerzita Palackého, 2017, ISBN 978-80-244-5252-4
- Resilience u adolescentů v nízkoprahových zařízeních pro děti a mládež. Štefková, Dolejš, Olomouc: Univerzita Palackého, 2016, ISBN 978-80-244-4903-6 (online : PDF)
- Vybrané osobnostní rysy a rizikové formy chování u českých žáků a žákyň. Skopal, Suchá, Olomouc: Univerzita Palackého, 2014, ISBN 978-80-244-4223-5
- Hraní digitálních her českými adolescenty. Suchá, Dolejš, Pipová a kol., Olomouc: Univerzita Palackého, 2018, ISBN 978-80-244-5424-5
- PIPOVÁ, H., DOLEJŠ, M., SUCHÁ, J., KOSTKOVÁ, M., UREŠOVÁ, A. STRAVOVÁNÍ A VZTAH K JÍDLU U ČESKÝCH ADOLESCENTŮ VE 21. STOLETÍ. Praha : Togga, 2021. 361 s. ISBN 9788074762178.
- KŇAŽEK, G., DOLEJŠ, M., POVAŽANOVÁ, B., BANÁROVÁ, K., ČEREŠNÍK, M. Let‘s Play Edukačné videá a vzdelávanie počas pandémie Covid-19 v ČR a SR. Praha : Togga, 2022. 170 s. ISBN 9788074762932.
- POVAŽANOVÁ, B., DOLEJŠ, M., KŇAŽEK, G., BANÁROVÁ, K. Hodnoty českých a slovenských adolescentov pod vplyvom kyberpriestoru. Praha : Togga, 2022. 124 s. ISBN 9788074762970.
- KULIŠEK, J., DOLEJŠ, M. DEPRESIVITA A IMPULZIVITA ako prediktory rizikového správania dospievajúcich v systéme ústavnej starostlivosti a nižšieho sekundárneho vzdelávania. Olomouc : Univerzita Palackého v Olomouci, 2019. 168 s. ISBN 9788024456546.
- SUCHÁ, J., DOLEJŠ, M., PIPOVÁ, H., MAIEROVÁ, E., CAKIRPALOGLU, P. Hraní digitálních her českými adolescenty. Olomouc : Univerzita Palackého v Olomouci, 2018. 178 s. ISBN 9788024454245.

## Dílo: diagnostické metody
- Dotazník sebepojetí (DOS)/Questionnaire of self-concept (QSC). Dolejš, Dostál, Obereignerů, Orel, Kňažek., Olomouc: Univerzita Palackého
- Škála depresivity Dolejš, Skopal a Suchá (SDDSS)/The Scale of depresivity Dolejš, Skopal, Suchá (SDDSS), Olomouc: Univerzita Palackého
- Škála místa kontroly Zemanová a Dolejš (SMKZD) - Příručka pro praxi/The Scale of Locus of Control Zemanova a Dolejs (SLCZD) Manul for practice. Zemanová, Dolejš.